# Otto Vieira
Otto Vieira (Rio de Janeiro, 2 de agosto de 1921 - São Paulo, 11 de agosto de 1991) foi um treinador de futebol brasileiro, que fez sucesso no Barcelona de Guayaquil.
Até hoje, ele detém quatro recordes por esse clube: treinador mais vezes campeão equatoriano pelo Barcelona (1970, 1971 e 1980), único treinador bicampeão de forma consecutiva do Campeonato Equatoriano (1970 e 1971) único treinador a classificar este clube a duas semifinais da Copa Libertadores (1971 e 1972) e treinador que mais vezes comandou a equipe em jogos de semifinais da Copa Libertadores, com oito aparições (era ele o treinador da equipe na história partida que ficou conhecida como A Façanha de La Plata).
Otto ficou conhecido pelo seu trabalho com categorias de base no Fluminense, durante quase uma década. Por causa desse trabalho, foi nomeado técnico da Seleção Brasileira juvenil que conquistou o I Campeonato da Juventude, em 1949. No ano seguinte, foi auxiliar de Flávio Costa na Seleção Brasileira vice-campeã da Copa do Mundo de 1950.
Depois, trabalhou ainda nas categorias de base do Flamengo, do Vasco da Gama (onde também foi auxiliar de Flávio Costa no time principal) e do Guarani, mas, cansado de não ver reconhecimento financeiro ao seu trabalho, aceitou um convite para treinar o Santa Cruz, em 1954.
"Verifico com tristeza que os nossos clubes continuam a dar pouco ou nenhum valor aos homens que lidam com suas divisões inferiores", disse, em entrevista ao jornal A Gazeta Esportiva, em março de 1955. "Não só aos homens propriamente ditos, mas também para com essas divisões, o que é ainda pior. Os que sempre preferiram esse trabalho de possibilidades diminutas de reconhecimento estão desistindo, pois não há a mínima recompensa. Trabalhei vários anos desempenhando essas funções no Fluminense e no Flamengo, mas jamais fui remunerado de acordo com as minhas necessidades. Ganho-o agora, quando desempenho pura e simplesmente as funções de técnico no Santa Cruz."
Ficou no clube pernambucano até o fim do ano seguinte, e em 1956 aceitou convite para treinar o rival Náutico, ficando lá também pouco mais de um ano, quando foi para o Botafogo de Ribeirão Preto.
Ajudou o clube ribeirão-pretano a garantir vaga na fase decisiva do Campeonato Paulista de 1957, mas em seguida foi contratado pelo São Paulo, para exercer o cargo de auxiliar do técnico húngaro Béla Guttmann, ficando também responsável pelo time de amadores e o misto do clube. Após essa passagem pelo Tricolor paulista, Otto ainda passou por Portuguesa, Porto, de Portugal, Atlante, do México, e Millionarios, da Colômbia, antes de chegar ao Barcelona.

## Titulos
Barcelona de Guayaquil
- Campeonato Equatoriano: 1970, 1971, 1980[14]